# Хасьяновский сельсовет
Хасьяновский сельсовет — низшая административно-территориальная единица Имилеевской волости Пугачёвского уезда Самарской губернии РСФСР. Существовал в 1918—1925, 1926—1928 годах. Ныне территория Большечерниговского района Самарской области России.
Административный центр — посёлок Хасьяново.

## Название
Хасяновский сельсовет (в 1921—1922 гг.); Хосьяновский сельсовет (в 1923—1924 гг.), Хасьяновский сельсовет (с 1926 г.).

## История
Образован в 1918 году.
С 6 июня 1925 г. по 23 апреля 1926 г. в составе Костинского сельсовета.
На заседании Имилеевского ВИКа Пугачёвского уезда Самарской губернии от 23 апреля 1926 г. было принято решение о выделении национальных сельсоветов на примере Костинского (великороссы) и Хасьяновского (башкиры) (согласно письменному отношению Пугачёвского УИК Самарской губернии за № 8768 от 2 апреля 1926 года).
7 августа 1927 г. на общем собрании жителей деревень Плаксинского сельсовета поднималась тема по поводу включения Хасьяновского сельсовета.
В июле 1928 года сельсовет вошёл в состав Костинского сельсовета Больше-Глушицкого района Самарского округа Средне-Волжской области.

## Председатели сельсовета
- с 1 января 1921 г. — Акзянов Ахмедьян Акзянович, помощник председателя Якупов Махьян, секретарь Галиуллин Губайдулла (Габдулла).

- с 1 декабря 1921 г. — Юнусов Загидулла Юнусович, секретарь Галиуллин Губайдулла (Габдулла).

- 1922 г — Даутов Усман, секретарь Галиуллин Губайдулла (Габдулла), член сельсовета Гайсин Калимулла Гайсич.

- 1922—1923 гг. — Юнусов Загидулла Юнусович, секретарь Зуфаров Тимербулат (до 1 июня 1923 г.), секретарь Иванов Григорий Михайлович (с 1 июня 1923 г.).

- 2 ноября 1923 г. — 9 августа 1924 г. — Гайсин Калимулла Гайсич, секретарь Иванов Григорий Михайлович.

- с августа 1924 г. по июнь 1925 г. — Чижов (Сухов) Петр Фомич, секретарь Иванов Григорий Михайлович.

- 1926—1927 гг. — Мукминов, секретарь Иванов Григорий Михайлович[1].